# فان‌دریا
فان‌دریا جماعت و شهرکی با ۷٬۳۱۰ نفر جمعیت در ناحیهٔ عینی ولایت سغد است که در شمال غربی تاجیکستان قرار دارد.